# Sven Zetterberg (direktör)
Karl Sven Zetterberg, född 25 augusti 1918 i Adolf Fredriks församling i Stockholm, död 2 augusti 1969 i Västerleds församling i Stockholm, var en svensk direktör.
Sven Zetterberg var son till byggnadsingenjören Carl Zetterberg och hans andra hustru Margit Sjöberg samt bror till Kajsa Telander. Efter studentexamen 1937 fortsatte han studera och diplomerades från Handelshögskolan (DHS) 1940. Han kom som civilekonom till Svenska mjölkprodukter AB 1942, där han var vice verkställande direktör 1949–1951. Samma år blev han ägare av AB Carlton Hotel, där han var verkställande direktör från 1952.
Han var styrelseledamot i Svenska mjölkprodukter AB, Lexa AB samt ledamot i överstyrelsen för Stockholms stads brandkontor med flera.
Sven Zetterberg gifte sig 1947 med Dagmar Cederborg (1916–2013). De fick barnen Kerstin (född 1947), Boel (född 1950), Johan (född 1953) och Carl (född 1959).
Han är begravd på Galärvarvskyrkogården i Stockholm.